# 미쓰비시 연필
미쓰비시연필주식회사(일본어: 三菱鉛筆株式会社)는 일본의 문구용품 생산 기업으로 uni-ball이나 uni라는 브랜드로 많이 알려져있다. 1985년에는 자회사로 주식회사 유니코스모(영어: Unicosmo)를 설립하여, 펜 타입의 화장품을 개발하여 판매하고 있다.

## 연혁[1]
- 1887년 - 마사키연필제작소를 동경시 나이쿠 신주쿠에 창업
- 1903년 - 미쓰비시 브랜드 등록(등록 18865)
- 1952년 - 회사명을 미쓰비시 연필(주)로 개정, 회사명과 상품명을 동일화 시킴
- 1966년 - 최고급 연필 〈하이유니〉 발매
- 1980년 - 유성 〈페인트 마카〉 발매
- 1983년 - 수성안료잉크 〈포스카〉 발매
- 1986년 - 100년을 맞이함
- 1993년 - 수성볼펜 〈유니볼 아이〉를 발매
- 1994년 - 겔 잉크볼펜 〈UM-100〉을 발매
- 1996년 - 겔 잉크볼펜 〈UM-151〉을 발매
- 2000년 - 형광펜 〈프로퍼스 윈도우〉 발매
- 2002년 - 지우개로 지울 수 있는 겔 잉크볼펜 〈이레이져블〉 발매
- 2003년 - 〈알파겔〉 발매
- 2005년 - 〈미쓰비시연필 한국판매 주식회사〉 설립
- 2006년 - 유성볼펜 〈제트스트림〉 발매
- 2008년 - 연필 〈하이유니〉 심경도(7B~10B, 10H) 발매, 〈쿠루토가〉 발매, 샤프심 〈나노다이아〉 발매, 유성볼펜 〈제트스트림〉 0.5mm 발매
- 2009년 - 〈스타일 핏트〉 발매
- 2010년 - 뚜껑으로 지울 수 있는 〈펜텀〉 발매
- 2012년 - 〈제트스트림 칼라잉크〉 발매
- 2013년 - 〈제트스트림 0.38mm〉 발매
- 2014년 - 〈제트스트림 프라임 3색〉 발매, 〈퓨어몰트 4&1〉 정식수입
- 2016년 - 〈유니볼 에어〉 발매, 〈시그노 노크식〉 정식수입
- 2017년 - 시그노 신 칼라 발매
- 2018년 - 쿠루토가 어드밴스 발매

## 미쓰비시 그룹과의 관계
미쓰비시 연필의 마크(속칭 쓰리 다이아)와 상표는 미쓰비시 그룹의 그것과 흡사하지만, 미쓰비시 연필은 미쓰비시 그룹의 일원이 아니며 뚜렷한 관계도 없다. 이는 미쓰비시 그룹에서도 밝히고 있다. 또 미쓰비시 연필의 유가 증권 보고서의 "대주주의 현황"을 봐도 최대 주주는 요코하마 은행, 미즈호 은행으로 미쓰비시 계열이 아니다. 과거 미쓰비시 그룹 측에서 "편입"을 제안했었다는 이야기도 나왔지만 그것을 거절하여 현재에 이른다. 마사키 야마토(미쓰비시 연필의 전신)의 사장을 배출한 콘도 가와 미쓰비시 연필의 현 총수 일가인 스하라 가는 미쓰비시 재벌의 이와사키 가와 간접적 혼인 관계가 있지만 그 이상은 발전하지 않았다. 또한 창업주와 창업주의 가문(마사키 가)은 이와사키 가와 인척 관계가 없었다.
미쓰비시 연필의 마크와 상표 등록은 1903년에 이루어져 미쓰비시 그룹보다 빨랐다. 경쟁 사업이 없었기 때문에 양측 모두 같은 상표를 이용하기로 동의한다. 전후의 재벌 해체 과정에서도 GHQ에게 당시의 경영진이 미쓰비시 재벌과는 관계 없다는 사실을 거듭 해명하고 GHQ을 물리쳤다. 그 때문인지 당시의 연필의 포장지에는 재벌 미쓰비시와 관계가 없다는 사실이 기록되어 있었다. 과거에 사명을 로마자로 표기할 때, 미쓰비시 연필은 중간에 하이픈을 넣어 MITSU-BISHI로, 미쓰비시 그룹(MITSUBISHI)과 구별하였다. 현재는 미쓰비시 그룹과 동일한 MITSUBISHI 표기를 사용하나 미쓰비시 연필의 대표 브랜드 유니(uni)를 적극 내세우고 있다.